# 泛伊朗主義

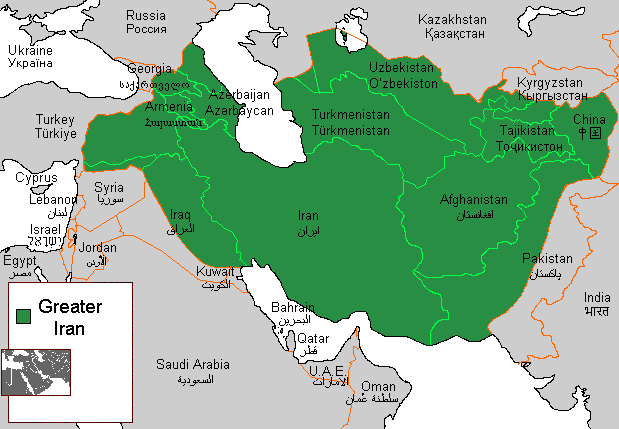
在地理與文化上，大伊朗地區通常被認爲包含了整個伊朗高原及與之接壤的平原，自美索不達米亞到西部的高加索、東部的印度河流域；從阿姆河到北部的波斯灣與南部的阿曼灣。

泛伊朗主義（英語：Pan-Iranism）是一種存在於中亞地區的意識形態，旨在提倡居住於伊朗高原及其它經受伊朗文化影響之地域的伊朗民族之間的團結與統一。這一概念涉及到多個族群，包括波斯人、阿塞拜疆人、奥塞梯人、库尔德人與扎扎人；分佈在塔吉克斯坦、烏兹別克斯坦與阿富汗的塔吉克人；以及巴基斯坦的普什圖人和俾路支人。最早提出這一理論的是一位叫做穆罕默德·阿夫沙兒·亞兹迪（Mahmoud Afshar Yazdi）的學者。